# Everything, Everything
Everything, Everything (Todo, todo, en español) es una novela situada en el género adulto joven publicada por la autora americana Nicola Yoon. Es la primera novela de la mencionada escritora y fue publicada en 2015. El libro trata sobre una chica de 17 años llamada Madeline Whittier, que sufre de Inmunodeficiencia Combinada Grave (SCID), conocida también como "enfermedad del niño burbuja". Debido a su condición, Madeline no puede dejar la casa en Los Ángeles donde vive con su madre, una doctora.
En 2017, se estrenó su adaptación cinematográfica, protagonizada por Amandla Stenberg, como Madeline y Nick Robinson, como Olly. 

## Argumento
Mi enfermedad es tan rara como famosa. Básicamente, soy alérgica al mundo. No salgo de casa, no he dejado mi casa en Dieciocho años. Las únicas personas que he visto son mi mamá y mi enfermera, Carla. 
Pero un día un camión de mudanza llega a la casa vecina. Miro por la ventana y lo veo. Él es alto, delgado y vestido completamente de negro, camiseta negra, jeans negros, zapatillas negras y un gorro negro que cubre todo su cabello. Me atrapa mirando y me mira fijamente. Miro de vuelta. Su nombre es Olly. 
Quizá no podemos predecir el futuro, pero podemos predecir ciertas cosas. Por ejemplo, estoy completamente segura que me enamoraré de Olly. Es casi completamente seguro que será un desastre.

## Personajes
- Madeline Whittier (Maddy): Es la protagonista del libro. Sufre una enfermedad conocida como "enfermedad del niño burbuja". Por ello, no puede salir de casa.
- Oliver Bright (Olly): Es el vecino nuevo. En cuanto lo vea, Maddy sentirá una gran curiosidad hacia él y pronto se harán buenos amigos.
- Pauline Whittier (madre de Madeline) es la doctora de Madeline y le ha mentido toda una vida diciéndole que está enferma, cuando no es así.
- Carla: Es la enfermera que se encarga de cuidar a Maddy.
- Rosa: Hija de Carla y una de las únicas amigas de Madeline

## Adaptación cinematográfica
Los derechos para el cine fueron comprados por MGM y Alloy Entertaiment's, encargados también de llevar a los cines la exitosa novela escrita por Jojo Moyes, Yo antes de ti.
La película se estrenó en 2017 dirigida por Stella Meghie que ya había trabajado anteriormente en Jean of the Joneses.
También se cuenta con el guionista J. Mills Goodloe, conocido por otros trabajos como Un Juego de Caballeros y Lo Mejor de Mí.
La elegida para el papel de Maddy es Amandla Stenberg, conocida por el papel de Rue en Los Juegos del Hambre. El otro protagonista es Olly, encarnado por Nick Robinson, conocido por su papel de Ben Parrish en La Quinta Ola y Ryder en la serie de televisión Melissa y Joey.